# Calyxochaetus unipilus
Calyxochaetus unipilus är en tvåvingeart som först beskrevs av Van Duzee 1929.  Calyxochaetus unipilus ingår i släktet Calyxochaetus och familjen styltflugor.
Artens utbredningsområde är Guatemala. Inga underarter finns listade i Catalogue of Life.